# Matthew Selt
Matthew Selt (Romford, Grande Londres, 7 de março de 1985) é um jogador de snooker profissional inglês.
Venceu até ao momento um torneio a contar para o ranking, quando bateu Lyu Haotian na final do Indian Open de 2019.